# Stegania cararia
Stegania cararia är en fjärilsart som beskrevs av Herrich-Schäffer 1847. Stegania cararia ingår i släktet Stegania och familjen mätare. Inga underarter finns listade i Catalogue of Life.

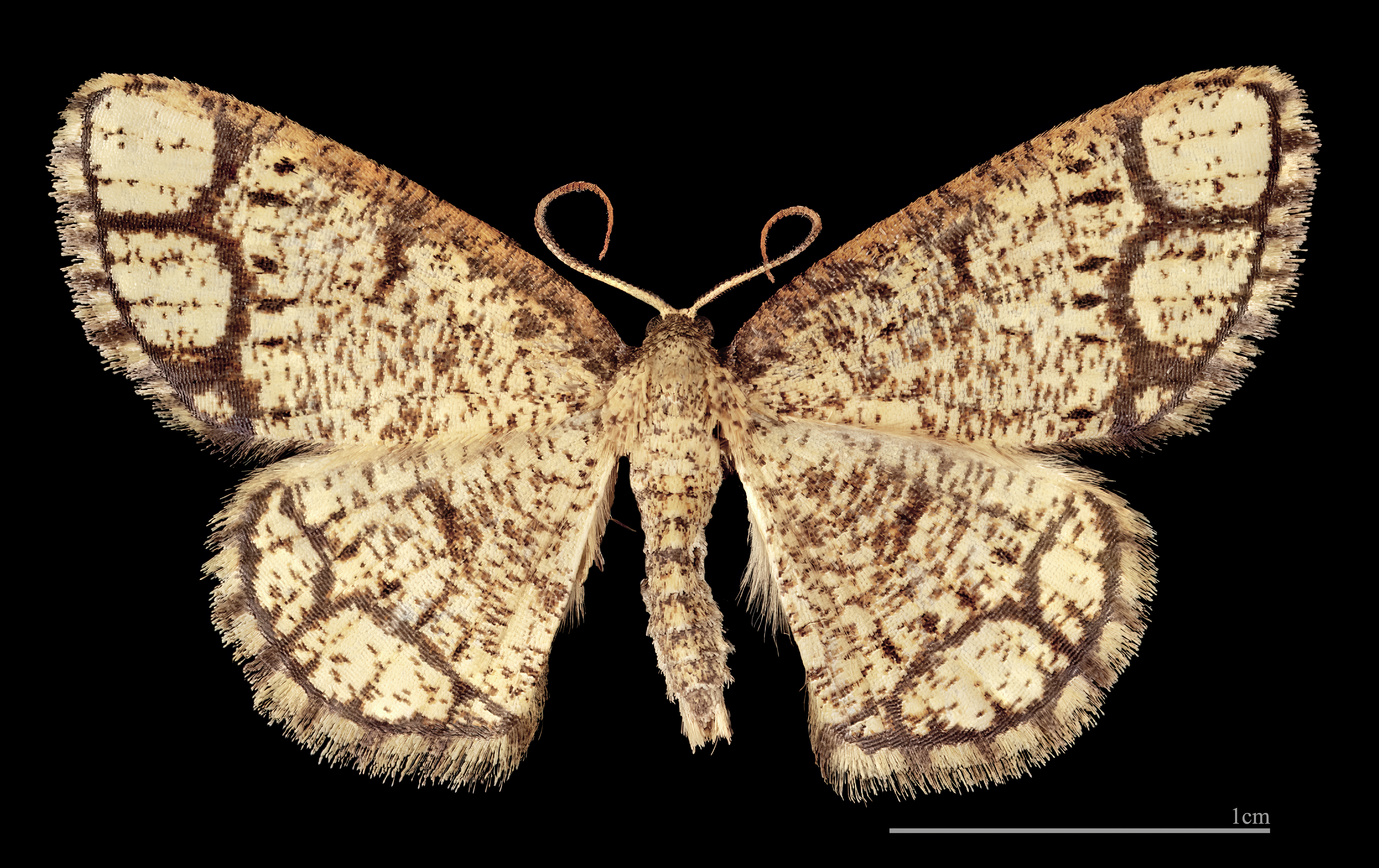
♂
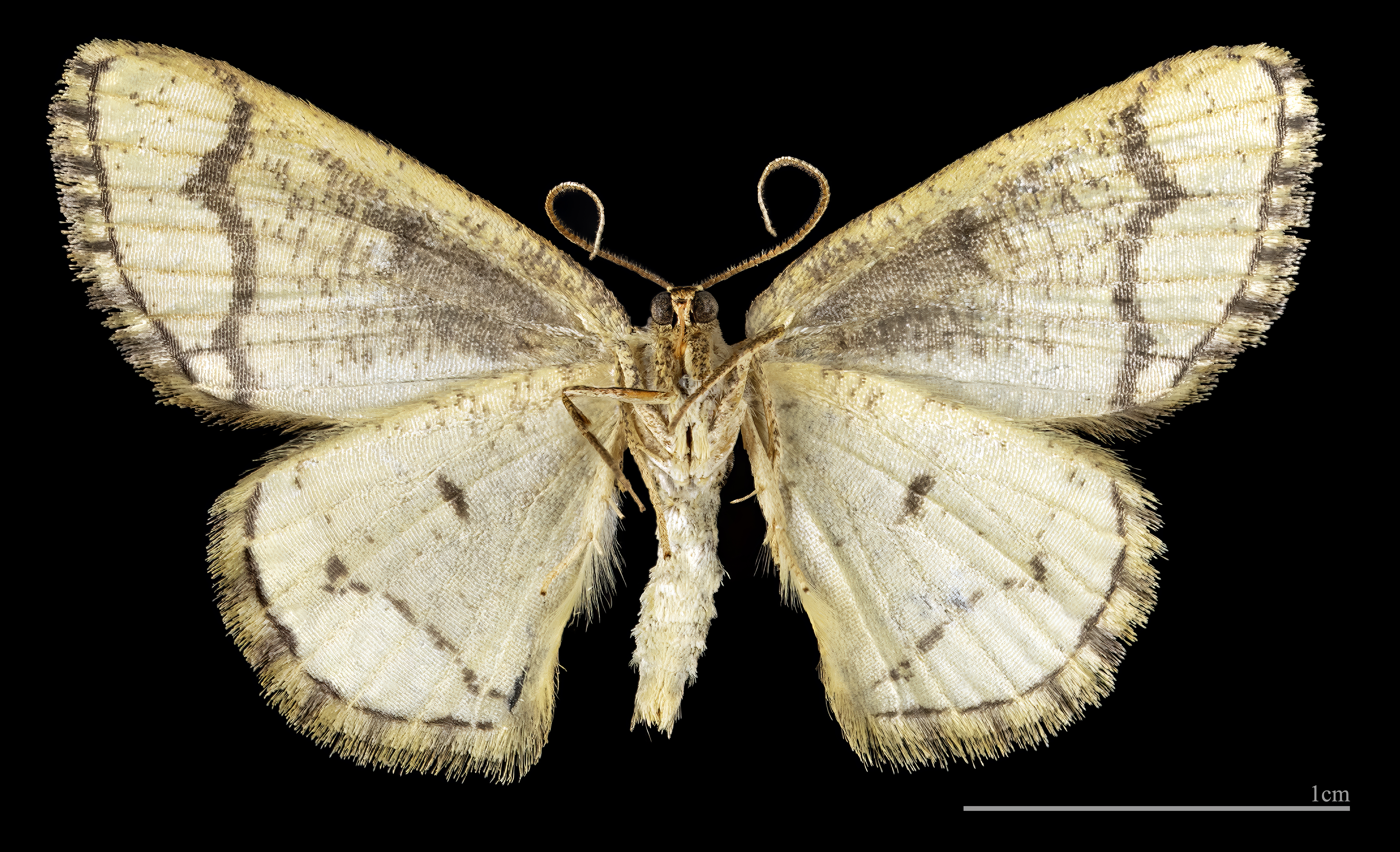
♂ △